# Vamps
VAMPS (jap. ヴァンプス Vanpusu) – japoński zespół rockowy założony w 2008 roku przez dwójkę muzyków: Hyde’a (L’Arc-en-Ciel) i K.A.Z’a (Oblivion Dust).

## Aktualni członkowie
- Hyde – wokal, gitara
- K.A.Z – gitara

Muzycy wspomagający:
- Ju-Ken – bas
- Arimatsu – perkusja
- Jin – keyboard

## Życiorys
Wokalista L’Arc-en-Ciel, Hyde, miał już okazję współpracować z gitarzystą K.A.Z’em przy okazji nagrywania swego trzeciego solowego albumu, zatytułowanego FAITH (K.A.Z. był producentem płyty, pomagał również w komponowaniu poszczególnych utworów). U progu 2008 roku artyści obwieścili narodziny nowego wspólnego projektu o nazwie VAMPS.
Obydwaj artyści obok pracy w macierzystych formacjach lubią udzielać się w rozmaitych projektach pobocznych. Podczas gdy członkowie L’Arc-en-Ciel zapowiedzieli trzyletnią przerwę w działalności jeszcze przed premierą pierwszego singla VAMPS, zapomniany już nieco zespół Oblivion Dust został, po przeszło siedmiu latach milczenia, reaktywowany pod koniec 2007 roku. Energiczny gitarzysta K.A.Z nie boi się presji związanej z równoległą działalnością w dwóch projektach. Spokojnie rozplanowuje grafik w taki sposób, aby móc bez przeszkód występować z obydwoma.

## Lata 2008–2010
Pierwszy singiel Love Addict ukazał się 2 lipca 2008 roku, natomiast od 1 sierpnia do 28 października 2008 odbyli pierwszą trasę po całej Japonii (46 występów) w elitarnych klubach sieci ZEPP.
Rok 2009 przyniósł 2 single: I Gotta Kick Start Now i Evanecent oraz pierwszy album grupy zatytułowany VAMPS. Nie zabrakło też kolejnej trasy po Japonii – VAMPS LIVE 2009, a także 10 koncertów w ramach amerykańskiej trasy VAMPS Live 2009 U.S.A Tour. Jesienią 2009 mieli zamiar wydać 4. singiel – Sweet Dreams.
Na początku roku 2010 zespół zapowiedział wydanie w najbliższym czasie następnych 2 singli, nowego albumu oraz 2 koncertów DVD. Ponadto na jesień tego samego roku zapowiedzieli światową trasę koncertową VAMPS LIVE 2010 WORLD TOUR podczas której mieli odwiedzić Stany Zjednoczone, Hiszpanię, Francję, Chiny i Chile. 9 kwietnia 2010 podali planowaną datę ukazania się i tytuł pierwszego singla: Devil Side i ukaże się 12 maja.

## Lata 2012–2013
Z uwagi na 20 rocznicę działalność L’Arc-en-Ciel przypadającą na 2011 rok, a także aktywność Oblivion Dust, duet miał przerwę w swojej działalności. Powrócili w połowie 2012 roku z koncertami w ramach trasy VAMPS LIVE 2012.
Na początku 2013 roku ogłosili zmianę wytwórni płytowej na japoński oddział Universal Music, a pierwszym wydawnictwem nowej współpracy było DVD i Blu-ray VAMPS LIVE 2012, które ukazało się 24 kwietnia. Single Ahead/Replay ukazał się 3 lipca. Planują nową trasę koncertową VAMPS LIVE 2013, podczas której dwa koncerty zostaną na żywo wyemitowane w kinach, w wybranych państwach. Jesienią zagrali kilka koncertów w Europie.

## Lata 2014–2015
25 czerwca 2014 roku zespół wydał kolejne DVD koncertowe, na którym zarejestrowano ich koncert w Londynie i ogłosił, że ich trzeci krążek zatytułowany BloodSuckers, na którym znajdą się dwa stare single Ahead i Replay, zostanie wydany 29 października. Jeszcze przed oficjalnym wydaniem albumu nakręcono trzy teledyski do nowych singli The Jolly Roger, Get Away i Vampire’s Love, które ukazały się kolejno 20 sierpnia i 8 października 2014 roku. Hyde o tytule płyty wypowiedział się w następujący sposób: ,,Bloodsuckers to po prostu wampiry. Poza tym nic nie znaczy.''. Piosenka Vampire’s Love sstała się także oficjalnym singlem promującym film Dracula Untold. Remasteringiem płyty zajęli się amerykańscy producenci, z którymi pracowali w Los Angeles na przełomie maja-sierpnia 2014 roku. Zespół z okazji promocji albumu obecnie udziela się w wielu japońskich programach telewizyjnych, rozszerza zakres dystrybucji singli o Stany Zjednoczone, państwa europejskie i Amerykę Łacińską, a także bierze udział w sesjach zdjęciowych dla różnorodnych magazynów i stron internetowych. W październiku została ogłoszona trasa koncertowa, której terminy są rozplanowane aż do 2015 roku. Na początku 2015 roku Hyde obwieścił za pomocą swojego konta na Twitterze, że zaczyna również koncertować jako support drugiego zespołu, założyciela Motley Crue, Nikki Sixx’a. Ponadto Hyde wystąpił wraz z Nikki 15 lutego, podczas koncertu jaki dali na festiwalu VAMPARK, którego był organizatorem. 16 lutego udzielił wspólnego wywiadu z Nikki dla Mezamishi TV, w którym wypowiedział się na temat ich wspólnej trasy z Sixx:A.M. VAMPS gra obecnie na własnej trasie koncertowej i na trasie Six:A.M. wraz z zespołem Apocalyptica.

## Dyskografia i notowania na liścieOricon*
* Notowania tyczą się pierwszego notowania na oficjalnej liście Oricon z chwilą debiutu singli, albumów, kompilacji i DVD w Japonii.

### Albumy
- VAMPS (10 czerwca 2009) nr 3
- Beast (7 lipca 2010) nr 3
- Bloodsuckers (29 października 2014)

### Kompilacje
- Sex Blood Rock n’ Roll (25 września 2013) nr 2

### Single
- Love Addict (2 lipca 2008) nr 2
- I Gotta Kick Start Now (13 marca 2009) nr 6
- Evanescent (13 maja 2009) nr 4
- Sweet Dreams (30 września 2009)
- Devil Side (12 maja 2010) nr 2
- Angel Trip (9 czerwca 2010) nr 4
- Memories (15 grudnia 2010) nr 4
- Ahead/Replay (3 lipca 2013) nr 3
- Get Away/The Jolly Roger (20 sierpnia 2014) nr 3
- Vampire’s Love (8 października 2014)

### DVD
- VAMPS Live 2008 (4 lutego 2009) Oricon DVDs Chart Peak Position: nr 2
- VAMPS Live 2009 U.S.A. (17 marca 2010) nr 4
- VAMPS Live 2009 (12 maja 2010) nr 2
- VAMPS Live 2010 World Tour Chile (13 lipca 2011) nr 2
- VAMPS Live 2010 Beauty And The Beast Arena (15 lutego 2012) nr 4
- VAMPS Live 2012 (24 kwietnia 2013) nr 7
- VAMPS Live 2014 London (25 czerwca 2014) nr 8